# Célio da Silveira Calixto Filho
Célio da Silveira Calixto Filho (* 8. Mai 1973 in Passos, Minas Gerais) ist ein brasilianischer Geistlicher und römisch-katholischer Weihbischof in Rio de Janeiro.

Wappen von Célio da Silveira Calixto Filho.

## Leben
Célio da Silveira Calixto Filho studierte zunächst Ingenieurwissenschaften an der Universidade Federal do Rio de Janeiro. Von 1996 bis 1997 studierte er Philosophie an der Philosophischen Fakultät João Paulo II in Rio de Janeiro und von 1998 bis 2001 Katholische Theologie am Theologischen Institut in Rio de Janeiro. Célio da Silveira Calixto Filho wurde am 8. Dezember 2001 zum Diakon geweiht. Er empfing am 28. September 2002 in der Catedral Metropolitana de São Sebastião de Rio de Janeiro durch den Erzbischof von Rio de Janeiro, Eusébio Scheid SCJ, das Sakrament der Priesterweihe.
Nach der Priesterweihe war Célio da Silveira Calixto Filho bis Oktober 2005 Pfarrer der Pfarrei São José Operário in Vila do Pinheiro. Von November 2005 bis Dezember 2006 lebte er in der Trappistenabtei Novo Mundo in Campo do Tenente, um seine Berufung zu einem kontemplativen Leben zu prüfen. Im Januar 2007 kehrte Célio da Silveira Calixto Filho in das Erzbistum São Sebastião do Rio de Janeiro zurück und wurde Pfarrvikar der Pfarrei São Brás in Campo Grande. Im Mai desselben Jahres wurde er Pfarrer der Pfarrei São Sebastião in Bento Ribeiro. Von Februar 2008 bis September 2012 war er als Spiritual im Priesterseminar São José in Rio de Janeiro tätig. Anschließend wurde Célio da Silveira Calixto Filho Pfarrer der Pfarrei Santos Anjos in Leblon und im Mai 2017 schließlich Pfarrer der Pfarrei Nossa Senhora de Fátima in Tomás Coelho. Daneben erwarb er 2014 an der Päpstlichen Katholischen Universität von Rio de Janeiro ein Lizenziat im Fach Katholische Theologie. Ferner ist er Mitglied des Domkapitels an der Catedral Metropolitana de São Sebastião de Rio de Janeiro.
Am 27. Mai 2020 ernannte ihn Papst Franziskus zum Titularbischof von Segia und zum Weihbischof in Rio de Janeiro. Der Erzbischof von Rio de Janeiro, Orani João Kardinal Tempesta OCist, spendete ihm am 22. August desselben Jahres in der Catedral Metropolitana de São Sebastião de Rio de Janeiro die Bischofsweihe; Mitkonsekratoren waren die Weihbischöfe in Rio de Janeiro, Antônio Augusto Dias Duarte und Paulo Alves Romão.